# Blackwaterfoot
Blackwaterfoot (Bun na Dubh Abhainn in lingua gaelica irlandese) è una località della Scozia, situata nell'area di consiglio di Ayrshire Settentrionale.
La comunità si trova sull'isola di Arran.